# 14e étape du Tour d'Espagne 2006
Pour un article plus général, voir Tour d'Espagne 2006.
La 14e étape du Tour d'Espagne 2006 a eu lieu le 9 septembre 2006 autour de la ville de Cuenca sous la forme d'un contre-la-montre individuel sur une distance de 33,2 km. Elle a été remportée par l'Anglais David Millar (Saunier Duval-Prodir) qui devance dans le même temps le Suisse Fabian Cancellara (CSC) et le Kazakh Alexandre Vinokourov (Astana) de cinq secondes. Alejandro Valverde (Caisse d'Épargne-Illes Balears) termine quatrième et conserve le maillot doré de leader du classement général à l'issue de l'étape.

## Profil et parcours
Il s'agit d'un contre-la-montre individuel de 33 km. Son parcours était plutôt vallonné, avec une côte de 3e catégorie située au vingtième kilomètre.

## Déroulement

### Récit
David Millar, de retour après sa suspension pour dopage, remporte ce contre-la-montre pour quelques centièmes devant le Suisse Fabian Cancellara. Vinokourov termine troisième et ne reprend que 8 secondes à Valverde qui se classe quatrième.
Ce dernier creuse l'écart avec tous ses autres concurrents au classement général.

### Points distribués
| Classement par points Sans objet pour cette étape. | Cols et côtes Alto del Castillo, 3e catégorie (20,7 km) \| Premier \| Alexandre Vinokourov Kazakhstan \| 6 pts \| \| Second \| Fabian Cancellara Suisse \| 4 pts \| \| Troisième \| Stijn Devolder Belgique \| 2 pts \| \| Quatrième \| David Millar Royaume-Uni \| 1 pts \| |       |
| Premier                                            | Alexandre Vinokourov Kazakhstan | 6 pts |
| Second                                             | Fabian Cancellara Suisse | 4 pts |
| Troisième                                          | Stijn Devolder Belgique | 2 pts |
| Quatrième                                          | David Millar Royaume-Uni | 1 pts |

## Classement de l'étape
| \| Classement de l'étape \| Classement de l'étape \| Classement de l'étape \| Classement de l'étape \| Classement de l'étape \| \| Coureur \| Coureur \| Pays \| Équipe \| Temps \| \| --------------------- \| --------------------- \| --------------------- \| ------------------------------ \| --------------------- \| \| 1er \| David Millar \| Royaume-Uni \| Saunier Duval-Prodir \| 40 min 54 s \| \| 2e \| Fabian Cancellara \| Suisse \| CSC \| + 0 s \| \| 3e \| Alexandre Vinokourov \| Kazakhstan \| Astana \| + 5 s \| \| 4e \| Alejandro Valverde \| Espagne \| Caisse d'Épargne-Illes Balears \| + 13 s \| \| 5e \| Andrey Kashechkin \| Kazakhstan \| Astana \| + 26 s \| \| 6e \| Stijn Devolder \| Belgique \| Discovery Channel \| + 44 s \| \| 7e \| László Bodrogi \| Hongrie \| Crédit Agricole \| + 45 s \| \| 8e \| Carlos Sastre \| Espagne \| CSC \| + 46 s \| \| 9e \| Stuart O'Grady \| Australie \| CSC \| + 54 s \| \| 10e \| Vladimir Karpets \| Russie \| Caisse d'Épargne-Illes Balears \| + 1 min 03 s \| |                      |             |                                |              |
| |                      |             |                                |              |
| |                      |             |                                |              |
| Classement de l'étape |                      |             |                                |              |
| Coureur | Coureur              | Pays        | Équipe                         | Temps        |
| 1er | David Millar         | Royaume-Uni | Saunier Duval-Prodir           | 40 min 54 s  |
| 2e | Fabian Cancellara    | Suisse      | CSC                            | + 0 s        |
| 3e | Alexandre Vinokourov | Kazakhstan  | Astana                         | + 5 s        |
| 4e | Alejandro Valverde   | Espagne     | Caisse d'Épargne-Illes Balears | + 13 s       |
| 5e | Andrey Kashechkin    | Kazakhstan  | Astana                         | + 26 s       |
| 6e | Stijn Devolder       | Belgique    | Discovery Channel              | + 44 s       |
| 7e | László Bodrogi       | Hongrie     | Crédit Agricole                | + 45 s       |
| 8e | Carlos Sastre        | Espagne     | CSC                            | + 46 s       |
| 9e | Stuart O'Grady       | Australie   | CSC                            | + 54 s       |
| 10e | Vladimir Karpets     | Russie      | Caisse d'Épargne-Illes Balears | + 1 min 03 s |

## Classement général
Quatrième de l'étape, l'Espagnol Alejandro Valverde (Caisse d'Épargne-Illes Balears) conserve le maillot doré de leader du classement général. Il reprend du temps sur l'ensemble de ses concurrents, à l'exception du Kazakh Alexandre Vinokourov (Astana) qui lui reprend huit secondes et remonte à la quatrième place du classement général à une minute et 38 secondes au détriment de José Ángel Gómez Marchante (Saunier Duval-Prodir). Andrey Kashechkin (Astana) conserve sa seconde place à 48 secondes alors que Carlos Sastre (CSC) est relegué à une minute et 28 secondes.
| \| Classement général \| Classement général \| Classement général \| Classement général \| Classement général \| \| Coureur \| Coureur \| Pays \| Équipe \| Temps \| \| ------------------ \| -------------------------- \| ------------------ \| ------------------------------ \| ------------------ \| \| 1er \| Alejandro Valverde \| Espagne \| Caisse d'Épargne-Illes Balears \| 54 h 23 min 28 s \| \| 2e \| Andrey Kashechkin \| Kazakhstan \| Astana \| + 48 s \| \| 3e \| Carlos Sastre \| Espagne \| CSC \| + 1 min 25 s \| \| 4e \| Alexandre Vinokourov \| Kazakhstan \| Astana \| + 1 min 38 s \| \| 5e \| José Ángel Gómez Marchante \| Espagne \| Saunier Duval-Prodir \| + 2 min 06 s \| \| 6e \| Janez Brajkovič \| Slovénie \| Discovery Channel \| + 3 min 49 s \| \| 7e \| Vladimir Karpets \| Russie \| Caisse d'Épargne-Illes Balears \| + 4 min 00 s \| \| 8e \| Danilo Di Luca \| Italie \| Liquigas \| + 4 min 31 s \| \| 9e \| Manuel Beltrán \| Espagne \| Discovery Channel \| + 5 min 03 s \| \| 10e \| Ruggero Marzoli \| Italie \| Lampre-Fondital \| + 7 min 02 s \| |                            |            |                                |                  |
| |                            |            |                                |                  |
| |                            |            |                                |                  |
| Classement général |                            |            |                                |                  |
| Coureur | Coureur                    | Pays       | Équipe                         | Temps            |
| 1er | Alejandro Valverde         | Espagne    | Caisse d'Épargne-Illes Balears | 54 h 23 min 28 s |
| 2e | Andrey Kashechkin          | Kazakhstan | Astana                         | + 48 s           |
| 3e | Carlos Sastre              | Espagne    | CSC                            | + 1 min 25 s     |
| 4e | Alexandre Vinokourov       | Kazakhstan | Astana                         | + 1 min 38 s     |
| 5e | José Ángel Gómez Marchante | Espagne    | Saunier Duval-Prodir           | + 2 min 06 s     |
| 6e | Janez Brajkovič            | Slovénie   | Discovery Channel              | + 3 min 49 s     |
| 7e | Vladimir Karpets           | Russie     | Caisse d'Épargne-Illes Balears | + 4 min 00 s     |
| 8e | Danilo Di Luca             | Italie     | Liquigas                       | + 4 min 31 s     |
| 9e | Manuel Beltrán             | Espagne    | Discovery Channel              | + 5 min 03 s     |
| 10e | Ruggero Marzoli            | Italie     | Lampre-Fondital                | + 7 min 02 s     |

## Classements annexes
| Classement par points | Classement par points | Classement par points | Classement par points          | Classement par points |
| Coureur               | Coureur               | Pays                  | Équipe                         | Points                |
| --------------------- | --------------------- | --------------------- | ------------------------------ | --------------------- |
| 1er                   | Thor Hushovd          | Norvège               | Crédit Agricole                | 155 pts               |
| 2e                    | Alejandro Valverde    | Espagne               | Caisse d'Épargne-Illes Balears | 89 pts                |
| 3e                    | Francisco Ventoso     | Espagne               | Saunier Duval-Prodir           | 84 pts                |
| 4e                    | Alexandre Vinokourov  | Kazakhstan            | Astana                         | 82 pts                |
| 5e                    | Luca Paolini          | Italie                | Liquigas                       | 79 pts                |

| Classement par points | Classement par points | Classement par points | Classement par points          | Classement par points |
| Coureur               | Coureur               | Pays                  | Équipe                         | Points                |
| --------------------- | --------------------- | --------------------- | ------------------------------ | --------------------- |
| 1er                   | Thor Hushovd          | Norvège               | Crédit Agricole                | 155 pts               |
| 2e                    | Alejandro Valverde    | Espagne               | Caisse d'Épargne-Illes Balears | 89 pts                |
| 3e                    | Francisco Ventoso     | Espagne               | Saunier Duval-Prodir           | 84 pts                |
| 4e                    | Alexandre Vinokourov  | Kazakhstan            | Astana                         | 82 pts                |
| 5e                    | Luca Paolini          | Italie                | Liquigas                       | 79 pts                |

| Classement de la montagne | Classement de la montagne | Classement de la montagne | Classement de la montagne      | Classement de la montagne |
| Coureur                   | Coureur                   | Pays                      | Équipe                         | Points                    |
| ------------------------- | ------------------------- | ------------------------- | ------------------------------ | ------------------------- |
| 1er                       | Pietro Caucchioli         | Italie                    | Crédit Agricole                | 81 pts                    |
| 2e                        | José Miguel Elías         | Espagne                   | Relax-GAM                      | 70 pts                    |
| 3e                        | Egoi Martínez             | Espagne                   | Discovery Channel              | 67 pts                    |
| 4e                        | David Arroyo              | Espagne                   | Caisse d'Épargne-Illes Balears | 53 pts                    |
| 5e                        | Alejandro Valverde        | Espagne                   | Caisse d'Épargne-Illes Balears | 50 pts                    |

| Classement de la montagne | Classement de la montagne | Classement de la montagne | Classement de la montagne      | Classement de la montagne |
| Coureur                   | Coureur                   | Pays                      | Équipe                         | Points                    |
| ------------------------- | ------------------------- | ------------------------- | ------------------------------ | ------------------------- |
| 1er                       | Pietro Caucchioli         | Italie                    | Crédit Agricole                | 81 pts                    |
| 2e                        | José Miguel Elías         | Espagne                   | Relax-GAM                      | 70 pts                    |
| 3e                        | Egoi Martínez             | Espagne                   | Discovery Channel              | 67 pts                    |
| 4e                        | David Arroyo              | Espagne                   | Caisse d'Épargne-Illes Balears | 53 pts                    |
| 5e                        | Alejandro Valverde        | Espagne                   | Caisse d'Épargne-Illes Balears | 50 pts                    |

| Classement du combiné | Classement du combiné      | Classement du combiné | Classement du combiné          | Classement du combiné |
| Coureur               | Coureur                    | Pays                  | Équipe                         | Points                |
| --------------------- | -------------------------- | --------------------- | ------------------------------ | --------------------- |
| 1er                   | Alejandro Valverde         | Espagne               | Caisse d'Épargne-Illes Balears | 8 pts                 |
| 2e                    | Carlos Sastre              | Espagne               | CSC                            | 18 pts                |
| 3e                    | Alexandre Vinokourov       | Kazakhstan            | Astana                         | 21 pts                |
| 4e                    | Andrey Kashechkin          | Kazakhstan            | Astana                         | 22 pts                |
| 5e                    | José Ángel Gómez Marchante | Espagne               | Saunier Duval-Prodir           | 29 pts                |

| Classement du combiné | Classement du combiné      | Classement du combiné | Classement du combiné          | Classement du combiné |
| Coureur               | Coureur                    | Pays                  | Équipe                         | Points                |
| --------------------- | -------------------------- | --------------------- | ------------------------------ | --------------------- |
| 1er                   | Alejandro Valverde         | Espagne               | Caisse d'Épargne-Illes Balears | 8 pts                 |
| 2e                    | Carlos Sastre              | Espagne               | CSC                            | 18 pts                |
| 3e                    | Alexandre Vinokourov       | Kazakhstan            | Astana                         | 21 pts                |
| 4e                    | Andrey Kashechkin          | Kazakhstan            | Astana                         | 22 pts                |
| 5e                    | José Ángel Gómez Marchante | Espagne               | Saunier Duval-Prodir           | 29 pts                |

| Classement par équipes | Classement par équipes         | Classement par équipes | Classement par équipes |
| Équipe                 | Équipe                         | Pays                   | Temps                  |
| ---------------------- | ------------------------------ | ---------------------- | ---------------------- |
| 1re                    | Discovery Channel              | États-Unis             | 162 h 38 min 15 s      |
| 2e                     | Caisse d'Épargne-Illes Balears | Espagne                | + 10 min 58 s          |
| 3e                     | Astana                         | Espagne                | + 16 min 59 s          |
| 4e                     | Euskaltel-Euskadi              | Espagne                | + 23 min 44 s          |
| 5e                     | Lampre-Fondital                | Italie                 | + 34 min 43 s          |

| Classement par équipes | Classement par équipes         | Classement par équipes | Classement par équipes |
| Équipe                 | Équipe                         | Pays                   | Temps                  |
| ---------------------- | ------------------------------ | ---------------------- | ---------------------- |
| 1re                    | Discovery Channel              | États-Unis             | 162 h 38 min 15 s      |
| 2e                     | Caisse d'Épargne-Illes Balears | Espagne                | + 10 min 58 s          |
| 3e                     | Astana                         | Espagne                | + 16 min 59 s          |
| 4e                     | Euskaltel-Euskadi              | Espagne                | + 23 min 44 s          |
| 5e                     | Lampre-Fondital                | Italie                 | + 34 min 43 s          |